# 名古屋市公立保育園父母の会
名古屋市公立保育園父母の会（なごやしこうりつほいくえんふぼのかい）は、名古屋市熱田区にある保育団体のひとつである。略称、公立父母の会。

## 概要
名古屋市立公立保育園の父母の会や個人会員、賛同団体などの活動支援や保護者への情報提供のため定例幹事会、学習会、交流会を開催している。父母の会活動や子育てについての相談も可能。
子どもを中心に、父母、保育士、保育園それぞれのつながりを作ることを目的としている。